# Cervicati
Cervicati é uma comuna italiana da região da Calábria, província de Cosenza, com cerca de 1.018 habitantes. Estende-se por uma área de 12 km², tendo uma densidade populacional de 85 hab/km². Faz fronteira com Cerzeto, Mongrassano, San Marco Argentano.

## Demografia
| Variação demográfica do município entre 1861 e 2011                               |
|                                                                                   |
| Fonte: Istituto Nazionale di Statistica (ISTAT) - Elaboração gráfica da Wikipedia |